# Emanuel Ortega
Emanuel Ortega (ur. 18 października 1977 roku w Buenos Aires) – argentyński piosenkarz pop i aktor. 

## Życiorys
Urodził się jako jedno z pięciorga dzieci pieśniarza i kompozytora Palito Ortegi i aktorki Evangeliny Salazar. Ma dwie siostry: Julietę i Luis, dwóch braci: Martína i Sebastiána oraz brata przyrodniego Ivána Noble. Kiedy miał sześć lat, rodzina przeniosła się do Stanów Zjednoczonych i osiedliła się w Miami.
Karierę muzyczną rozpoczął w 1989, lansując piosenkę „Para siempre amigos”. Dwa lata później wrócił do Argentyny i występował z grupą Ladrones De Ladrones. Mając 17 lat, nagrał solowy album pt. Conociéndonos (1994), który najpierw zdobyła certyfikat platynowej płyty za wysoką sprzedaż w Argentynie. W Opera Theatre w Buenos Aires zaśpiewał swój hit "Timidez".
Kolejne albumy Soñé (1995), Emanuel Ortega (1997) i A escondidas (2000) również odniosły sukces komercyjny i zdobyły status platynowej płyty.
W wieku 20 lat zagrał samego siebie w muzycznej operze mydlanej Maleńkie aniołki (Chiquititas, 1997). Największą popularność jako aktor zdobył dzięki roli Santiago Miguensa w telenoweli Televisión Federal (Telefe) Młodzieńcza miłość (Enamorarte, 2001), w której zaśpiewał piosenkę tytułową oraz kilka utworów ze ścieżki dźwiękowej. 

### Życie prywatne
Był w związku małżeńskim z argentyńską modelką Ana Paula Dutil, a powodem rozwodu pary była jej niewierność. Spotykał się z Celeste Cid, swoją partnerką z telenoweli Młodzieńcza miłość. Ma syna Bautista Santino (ur. 2000) i córkę Indię (2005).

## Dyskografia
- 2012: "Esta noche"
- 2007: "Todo bien"
- 2007: El camino
- 2003: Ortega
- 2001: Presente Imperfecto
- 2000: A escondidas
- 1997: Emanuel Ortega
- 1995: Soñé
- 1994: Conociéndonos